# Discocactus
Discocactus és un gènere de cactus tropicals. Aquestes espècies estan en perill d'extinció en el seu hàbitat silvestre.
El Discocactus conté una dotzena d'espècies de cactus tropicals. La majoria de les espècies creixen en afloraments rocosos en els boscos tropicals, i estan en perill d'extinció en el seu hàbitat natural.
Discocactus són espècies tropicals, i s'ha de mantenir calenta a l'hivern. Moltes espècies són molt difícils de mantenir en les seves pròpies arrels i en general són empeltades. Les plantes empeltades són menys sensibles en fred, però cap té tolerància a les gelades.